# Geef me de ruimte!
Geef me de ruimte! is een boek van Thea Beckman. Het is het eerste deel van een trilogie over de Honderdjarige Oorlog, die ook Triomf van de verschroeide aarde en Het rad van fortuin omvat. Het boek verscheen in 1976.

## Verhaal
Het boek gaat over Marije Wartelsdochter, een 15-jarig meisje uit Brugge dat door haar vader wordt gedwongen met een van de vervelendste mensen van de stad te trouwen, Jan van Gauwe.
Om dit lot te voorkomen vlucht ze weg van huis om in Frankrijk een beter heenkomen te zoeken. In het bos van Crécy treft ze de resten van een veldslag aan. Ze ontmoet er een van de overlevenden, Berton de Fleur, een bard die zich bij het Franse ridderleger had aangesloten.
Hij vertelt haar hoe Frankrijk in een oorlog met Engeland zit en hoe zijn leger aan de voet van de heuvel van Waldicourt verslagen is. Ze besluit op zijn aanraden de nieuwe naam Marie-Claire aan te nemen. Ze worden na een tijdje door monniken gevonden, die ze naar een abdij in de buurt brengen waar nog meer overlevenden worden verzorgd. Daar ontmoeten ze Jean d'Ailly, een edele trouvère met wie ze goed bevriend raken. Zodra beide mannen weer op krachten zijn, besluiten ze als rondtrekkende zangers de kost te verdienen. Wanneer ze na een poosje in de geboorteplaats van Berton, Melle, aankomen, besluiten Marie-Claire en Berton te trouwen.
Wanneer niet veel later in Frankrijk de pest uitbreekt, is de kleine Matthis een van de enige overlevenden van Amiens. Hij begint te zwerven en ontmoet al snel Marie-Claire die hem als haar eigen zoon besluit op te nemen. Wanneer later ook nog blijkt dat hij een prachtige stem heeft, wordt de groep steeds beroemder.
Wanneer ze op een reis richting Bretagne de partizanenleider Bertrand du Guesclin tegenkomen, brengen ze een heerlijke zomer door in Mont Saint-Michel. Bij hun thuiskomst in Melle besluiten ze daar een huis voor de winter te kopen.
Wanneer ze in de lente weer op weg willen gaan, wordt Matthis ziek, waardoor Berton de Fleur en Jean d'Ailly alleen naar de jaarmarkt in Poitiers gaan, terwijl Marie-Claire Matthis verzorgt. Het is niet heel lang voor hij weer beter is, maar dan dient een ander probleem zich aan: de baard in de keel. Wanneer Matthis merkt hoe hij misschien nooit meer mooi zal kunnen zingen, besluit hij op reis te gaan en zich bij Bertrand du Guesclin aan te sluiten.
Wanneer Berton en Jean d'Ailly terugkeren, willen ze Matthis achternareizen, maar Jean d'Ailly wordt ziek en sterft. Terwijl ze Bertrand zoeken, worden ze gevangengenomen door de maarschalk Arnoul d'Audrehem, die hen verdenkt van spionage omdat er een Engels leger nadert. Berton moet om hun goede trouw te bewijzen Du Guesclin gaan halen. In het kasteel ontdekt Marie-Claire dat de secretaris van de maarschalk niemand minder is dan Jan van Gauwe, die bovendien nog spion van de Engelsen is. Ze waarschuwt de maarschalk door middel van een lied, maar zonder hem aan te wijzen of zijn naam te zeggen. Wanneer de Engelsen de poort van het kasteel naderen, worden ze achtervolgd door Bertrand du Guesclin en zijn leger, die hen met gemak verslaan.
Wanneer Engeland zich voorbereidt op een nieuwe invasie wordt in Frankrijk het grootste ridderleger ooit bij elkaar gebracht. Wanneer een Engels leger wordt ingehaald bij een heuvel nabij Poitiers, verschansen de Engelsen zich in de heuvels. De Fransen, hoewel sterk in de meerderheid, worden verslagen. Marie-Claire, Berton en Matthis bevinden zich eveneens in het Franse ridderleger maar kunnen net op tijd vluchten. Matthis keert na afloop terug naar Bertrand du Guesclin. Berton en Marie-Claire trekken zich terug in hun huis in Melle.